# CSI: Crime Scene Investigation
Ekipa za očevid (u Hrvatskoj također poznata i pod nazivom CSI; eng. CSI: Crime Scene Investigation) je američka kriminalistička dramska serija koja se u SAD-u započela prikazivati 6. listopada 2000. godine dok je u Hrvatskoj svoju premijeru imala 5. listopada 2002. godine na HRT-u (kasnije se serija osim na HRT-u prikazivala i na RTL televiziji). Kreator serije je Anthony E. Zuiker, a producent Jerry Bruckheimer. Serija se uglavnom snima u studijima Universal u Universal Cityju (Kalifornija).
Radnja serije prati kriminaliste iz Las Vegasa (poznate kao "ekipa za očevid") koji rade za policijsku upravu Las Vegasa (LVPD) i koriste fizičke dokaze kako bi riješili zločine. U seriji se miješaju elementi dedukcije, nasilnih tema i odnosa među likovima. Kao posljedica iznimne popularnosti serije televizijska kuća CBS na kojoj se serija prikazuje u originalu producirala je dvije spin-off serije: Ekipa za očevid: Miami i Ekipa za očevid: New York koje su obje ukinute nakon deset, odnosno devet punih sezona. Dana 18. veljače 2014. godine televizijska kuća CBS najavila je snimanje još jedne spin-off serije, ovaj puta radnjom smještene u Quantico (država Virginia) pod nazivom CSI: Cyber. Pilot epizoda te serije emitirana je 30. travnja 2014. godine u sklopu jedne od regularnih epizoda Ekipe za očevid naziva Kitty.
Televizijski festival de Monte-Carlo proglasio je Ekipu za očevid međunarodno najpopularnijom televizijskom dramskom serijom koja je tri puta osvojila nagradu za najbolju dramsku seriju od strane međunarodne televizijske publike. Godine 2009. procijenjeno je da prosječna gledanost po epizodi serije u svijetu iznosi 73,8 milijuna gledatelja. Godine 2012. serija je po peti put proglašena najgledanijom. Sama serija dobila je mnogobrojne nominacije za prestižne televizijske nagrade, a do danas ih je osvojila sveukupno devet. Iz serije su se razvili mnogobrojni drugi projekti poput muzeja u Chicagu (Museum of Science and Industry), serije književnih predložaka, nekoliko kompjuterskih igara i dvije dodatne televizijske serije. Ekipa za očevid ostvarila je mnogobrojne jubilarne epizode poput stote (Ch-Ch-Changes), stotinu i pedesete (Living Legend u kojoj je glumio Roger Daltrey iz glazbene skupine The Who čija se pjesma Who Are You pojavljuje tijekom uvodne špice svake epizode), dvjestote (Mascara emitirane 2. travnja 2009. godine), dvjesto i pedesete (Cello and Goodbye, emitirane 5. svibnja 2011. godine) te tristote epizode (Frame by Frame, emitirane 23. listopada 2013. godine).
Do sada je emitirano punih 14 sezona serije Ekipa za očevid od kojih je posljednja četrnaesta svoju premijeru imala 25. rujna 2013. godine. Dana 13. ožujka 2014. godine televizijska kuća CBS obnovila je seriju za petnaestu sezonu. Zadnja epizoda petnaeste i zadnje sezone emitirana je 27. rujna 2015.